# L.T. et sa théorie des A.F.
L.T. et sa théorie des A.F. (titre original : L. T.'s Theory of Pets) est une nouvelle de Stephen King parue tout d'abord en 1997 dans le recueil Six Stories, publié en édition limitée, puis dans le recueil Tout est fatal en 2002.

## Résumé
L.T. raconte comment sa femme et lui se sont séparés à cause des deux animaux familiers qu'ils s'étaient mutuellement offerts.

## Genèse
La nouvelle est parue tout d'abord en avril 1997 dans le recueil Six Stories en édition limitée, et a été incluse par la suite dans le recueil Tout est fatal en 2002.